# Olivier Klose

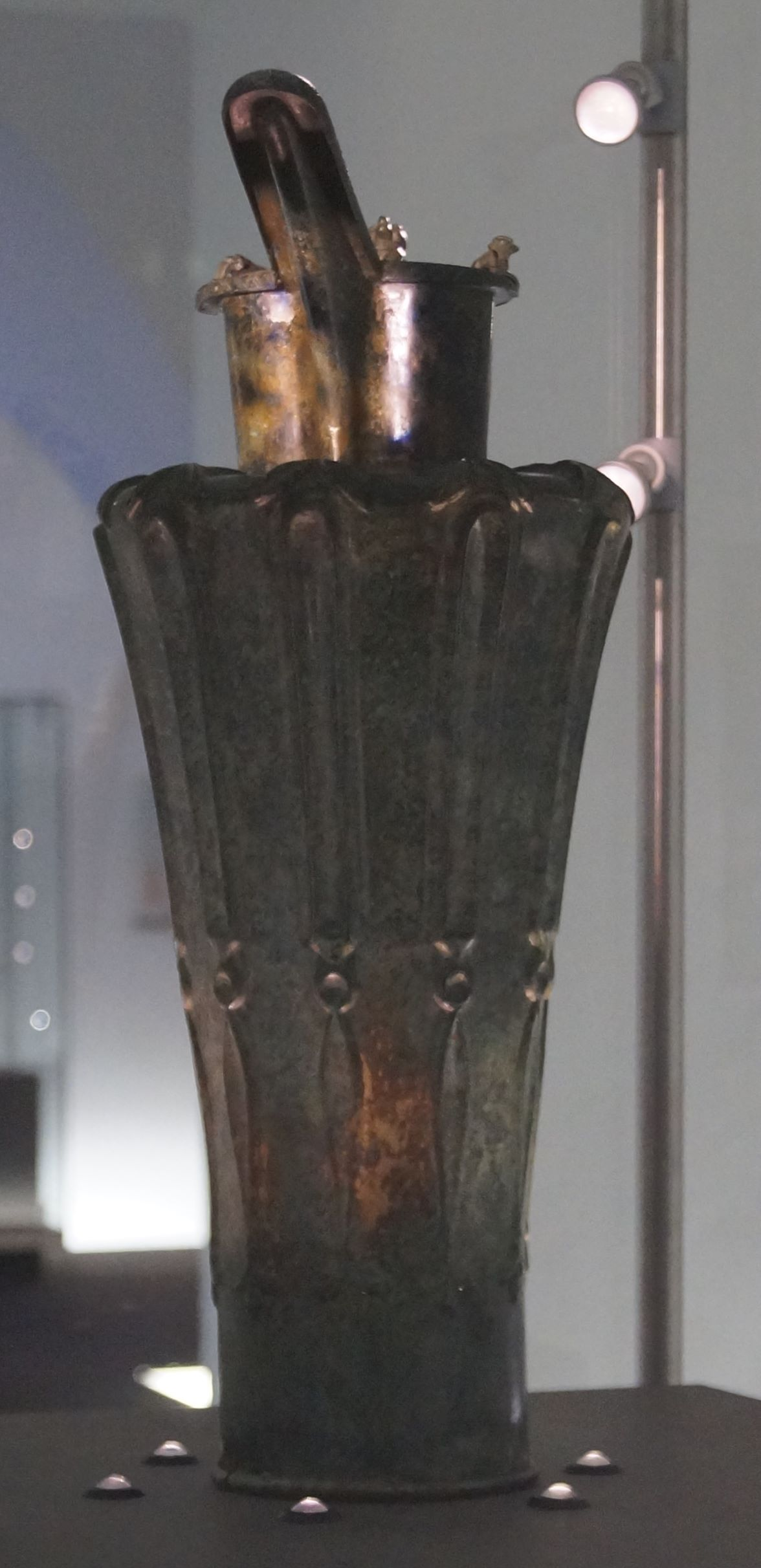
Schnabelkanne vom Dürrnberg

Olivier Klose (* 12. April 1860 in Hermannstadt in Siebenbürgen; † 31. Mai 1933 in Wien) war ein österreichischer Gymnasiallehrer und Archäologe. 

## Leben
Er absolvierte das Gymnasium in Troppau und studierte an der Universität Wien Klassische Philologie. Ab 1899 war er als Gymnasialprofessor am Akademischen Gymnasium Salzburg tätig. Am 23. November 1900 erregte sein Vortrag über die Römerstraße und die römischen Meilensteine am Radstädter Tauernpass in der Gesellschaft für Salzburger Landeskunde Aufsehen und hatte eine längere Zeitungspolemik zur Folge. Ab 1905 war er ehrenamtlich als Konservator der k. k. Zentralkommission tätig und stand der Antikenabteilung des Städtischen Museums Carolino-Augusteum in Salzburg vor. Ab 1903 war Klose Ausschuss-, ab 1930 Ehrenmitglied der Gesellschaft für Salzburger Landeskunde. Klose blieb auf dem Gebiet der prähistorischen und römischen Forschung im Land Salzburg tätig. Die Mitteilungen der Gesellschaft für Salzburger Landeskunde enthalten 12 seiner Abhandlungen. Am 31. Mai 1933 erlag er nach einer Operation einer Embolie.
Sein wohl wichtigster archäologischer Fund war die Schnabelkanne vom Dürrnberg. Er fand sie mit seiner Mitarbeiterin Nora Watteck bei einer Grabung des Salzburger Museums am Dürrnberg, dem Salzberg der Stadt Hallein, unterhalb der Hexenwand.

## Veröffentlichungen (Auswahl)
- Die beiden an Maximianus Augustus gerichteten panegyrici latini. Salzburg 1895 (Digitalisat).
- Eine römische Begräbnisstätte in Salzburg (1910)
- Römische Gebäudereste bei Glasenbach nächst Salzburg (1910)
- Iuvavum. Führer durch die Altertumssammlungen des Museums Carolino-Augusteum in Salzburg (zusammen mit M. Silber, 1929)
- Einige antike Funde der letzten Jahre aus dem Besitze des Museums, in: Jahresber. d. städt. Museums Salzburg, 1905, S. 3–5